# Przemysław Branny
Przemysław Branny (ur. 24 grudnia 1970 w Czeskim Cieszynie) – czesko-polski aktor i pieśniarz.
W Czechach skończył polską szkołę podstawową i gimnazjum z polskim językiem nauczania. Będąc jeszcze dzieckiem, zagrał kilka głównych ról w Scenie Polskiej czeskocieszyńskiego teatru. W latach 1989–1993 studiował w Państwowej Wyższej Szkole Teatralnej im. Ludwika Solskiego w Krakowie. Studia ukończył spektaklami dyplomowymi w reżyserii Krystiana Lupy i Jerzego Stuhra.

## Teatr
Debiutował w wieku ośmiu lat na scenie czeskocieszyńskiego teatru w roli Wawrzusia w sztuce Historia żółtej ciżemki. Podczas studiów grał w przedstawieniach muzycznych (Teatr STU – Plac Merkurego, Scena Szkolna – Dolina Ronsewal).
Na stałe jest związany z krakowskim Teatrem Bagatela, w którym zagrał m.in. rolę Kantora w spektaklu Sztukmistrz z Lublina (muz. Z. Konieczny, reż. Jan Szurmiej), rolę Perczyka (Skrzypek na dachu, reż. J. Szurmiej), Dicka (musical Tajemniczy Ogród, reż. J. Szydłowski), występuje także w dwuosobowym musicalu-komedii Wystarczy noc (reż. W. Śmigasiewicz), Proces (reż W. Śmigasiewicz). Występował także w rolach dramatycznych, m.in. Malcolma (Makbet, reż. W. Śmigasiewicz), Filipa (Dożywocie, reż. T. Obara), Caramanchela (Zielony Gil, reż. T.Dutkiewicz), Tima (Czego nie widać, reż. K. Orzechowski), Andrzeja (Trzy siostry, reż. A. Domalik), Mitcha (Tramwaj zwany pożądaniem, reż. M. Meszaros), Kopyrdy (Hulajgęba na podstawie Ferdydurke W. Gombrowicza, reż. W. Śmigasiewicz). Odgrywał też jedną z głównych ról w spektaklu Takie większe Wesele (według Tadeusza Nowaka), (reż. Andrzej Róg), organizowanym przez Loch Camelot między innymi na Placu Wolnica w Krakowie, 16 września 2000 r.
Współpracuje także z innymi teatrami (m.in. Gliwickim Teatrem Muzycznym – Grają naszą piosenkę, Teatrem Ludowym w Krakowie – George & Ira Gershwin, reż. J. Szurmiej).

## Muzyka
Występuje w całej Polsce z własnym programem lub jako solista w dużych koncertach estradowych.
Od 1992 roku współpracuje z kabaretem Loch Camelot, z którym zarejestrował kilka programów telewizyjnych (Alicja w Krainie Camelot, Nad naszym domem jasność, Pisanki Śpiewanki, Zdrowie pań dziewiczych i krępych, Uczta duchów). Jest jedną z głównych postaci w koncercie piosenek żydowskich Pieśń o Złotej Krainie.
Brał udział w wielu programach muzycznych i rozrywkowych, rejestrowanych przez Telewizję Polską S.A. (Kabaret Olgi Lipińskiej, Spotkania z Balladą, Niech no tylko zakwitną jabłonie – Teatr TV, Piosenki Warsa, Co nam w duszy gra, Gale galicyjskie, Śmiech o wolności, Towarzystwo Pana Brzechwy, Statek szalony, czyli płyniemy...).
Występował z recitalami (Pteromania – rejestracja TV 1995, Że ty, że ja je t’aime 1997, Nokturn Niekochanego – Teatr Bagatela 1999). Śpiewa w koncertach muzyki filmowej i teatralnej Zygmunta Koniecznego – Noc listopadowa, Serce moje gram (Stanisław Wyspiański), Norwid bezdomny – Bal (C.K. Norwid), Litania Polska (Jan Twardowski).
Jest solistą oratorium Tu Es Petrus, którego autorami są Piotr Rubik i Zbigniew Książek. Występował też w trzeciej części Tryptyku Świętokrzyskiego pt. Psałterz Wrześniowy. W 1997 roku nagrał pierwszą solową płytę pt. Że ty, że ja je t’aime. W 2007 roku wystąpił w Oratorium Leśniowskim Siedem Pieśni Marii, którego autorami są Zbigniew Książek i Bartłomiej Gliniak, a także Oratorium Kalwaryjskim tych samych autorów.

## Film
W 1993 roku zagrał jedną z głównych ról w filmie Śmierć jak kromka chleba w reż. Kazimierza Kutza.

## Nagrody
- 1993: Przegląd Piosenki Aktorskiej we Wrocławiu – II Nagroda oraz Nagroda Publiczności
- 1994: Festiwal Piosenki Polskiej w Opolu – I Nagroda, wspólnie z Katarzyną Jamróz, w Kabaretonie
- 2005: Festiwal Jedynki w Sopocie: Przebój Lata Jedynki – I Nagroda (wspólnie z Olgą Szomańską i Piotrem Rubikiem)
- 2007: TOPtrendy 2007 – I Nagroda Publiczności (wspólnie z wykonawcami oratoriów Piotra Rubika i Zbigniewa Książka: Olgą Radwan, Małgorzatą Markiewicz, Joanną Słowińską, Januszem Radkiem i Maciejem Miecznikowskim).

Otrzymał Stypendium Twórcze Miasta Krakowa w dziedzinie sztuki estradowej.

## Odznaczenia
- Brązowy Medal „Zasłużony Kulturze Gloria Artis” (2024)[4]